# Navás (Barcelona)
Navás o Castelladral (oficialmente y en catalán, Navàs) es un municipio español perteneciente a la provincia de Barcelona. El municipio pertenece a la comarca del Bages, al límite con la comarca del Bergadá. Hasta mediados del siglo XX se denominaba Castelladral.

## Demografía
Navás cuenta con una población de 6185 habitantes (INE 2024).
| Gráfica de evolución demográfica de Navás entre 1842 y 2021 |
| |
| Población de derecho según los censos de población del INE. Población de hecho según los censos de población del INE.En este censo se denominaba Castelladral, Orriol y Valdepera: 1842. En estos censos se denominaba Castelladral: 1857, 1860, 1877, 1887, 1897, 1900, 1910, 1920, 1930, 1940 y 1950. Entre el censo de 1857 y el anterior, crece el término del municipio porque incorpora a El Mojal, San Salvador de Torruellas y Sant Cugat del Racó. |

### Población por núcleos
Desglose de población según el Padrón Continuo por Unidad Poblacional del INE.
| Núcleos                    | Habitantes (2014) | Varones | Mujeres |
| -------------------------- | ----------------- | ------- | ------- |
| Castelladral               | 57                | 27      | 30      |
| El Mojal                   | 51                | 26      | 25      |
| El Pala de Torruella       | 173               | 81      | 92      |
| El Valls de Torruella      | 0                 | 0       | 0       |
| Navás                      | 5785              | 2884    | 2901    |
| San Cugat del Racó         | 29                | 17      | 12      |
| San Salvador de Torruellas | 14                | 6       | 8       |
| Valldeperas                | 8                 | 4       | 4       |

## Administración
| Periodo   | Nombre                                              | Partido     |
| --------- | --------------------------------------------------- | ----------- |
| 1979-1983 | Jaume Pons Serrat                                   | Independent |
| 1983-1987 | Josep Sifres Molina                                 | CiU         |
| 1987-1991 | Claudi Plans Sabata                                 | CiU         |
| 1991-1995 | Jaume Pons Serrat                                   | Independent |
| 1995-1999 | M. Àngels Estruch Carbonell                         | CiU         |
| 1999-2003 | M. Àngels Estruch Carbonell                         | CiU         |
| 2003-2007 | M. Àngels Estruch Carbonell                         | CiU         |
| 2007-2011 | M. Àngels Estruch Carbonell / Josep Oliva Santiveri | CiU         |
| 2011-2015 | Jaume Casals Ció (Tai)                              | CUP         |
| 2015-2019 | Jaume Casals Ció (Tai)                              | CUP         |
| 2019-2023 | Genís Rovira Barat / Salvador Busqueta Gubianes     | CUP / ERC   |

### Evolución de la deuda viva
El concepto de deuda viva contempla solo las deudas con cajas y bancos relativas a créditos financieros, valores de renta fija y préstamos o créditos transferidos a terceros, excluyéndose, por tanto, la deuda comercial.
| Gráfica de evolución de la deuda viva del ayuntamiento entre 2008 y 2014                             |
| |
| Deuda viva del ayuntamiento en miles de Euros según datos del Ministerio de Hacienda y Ad. Públicas. |

La deuda viva municipal por habitante en 2014 ascendía a 100,79 €.

## Economía
Es una población con una importante industria textil, aunque en claro retroceso. También es de importancia el comercio interno. 